# Kaltenberg (Leichlingen)
Kaltenberg ist eine Ortslage in der Stadt Leichlingen (Rheinland) im Rheinisch-Bergischen Kreis. Die Ortslage ist heute nicht mehr als eigenständiger Wohnplatz wahrnehmbar, sondern Teil der Vorstadt Leichlingens.

## Lage und Beschreibung
Kaltenberg liegt südwestlich des Leichlicher Stadtzentrums an der gleichnamigen Straße Kaltenberg. Der Siedlungskern des Wohnplatzes ist in der geschlossenen Wohn- und Gewerbebebauung aufgegangen, der gesamte Ortsbereich ist heute Teil des Leichlinger Kernorts. Westlich von dem Ort verläuft die Bahnstrecke Gruiten–Köln-Mülheim.
Benachbarte, zumeist die in südwestliche und südliche Vorstadt Leichlingens aufgegangene Orte sind Kaltenberg, Windgesheide, Brücke, Brückerfeld, Staderhof, Bockstiege, Windfahne, Unterschmitte, Zwei Eichen, Schraffenberg, Scheeresberg und Bahnhof.

## Geschichte
Die Topographische Aufnahme der Rheinlande von 1825 verzeichnet den Ort als Kaltenberg und die Preußische Uraufnahme von 1844 als Kahlenberg. Auch die Leichlinger Gemeindekarte von 1830 zeigt den Ort als Kahlenberg. Ab der Preußischen Neuaufnahme von 1892 ist der Ort auf Messtischblättern bin Ende des 20. Jahrhunderts regelmäßig als Kaltenberg verzeichnet.
1815/16 besaß der Ort 23 Einwohner, 1830 lebten 25 Menschen im als Hoftstadt kategorisierten Ort.  1832 gehörte Kaltenberg der Bürgermeisterei Leichlingen an. Der laut der Statistik und Topographie des Regierungsbezirks Düsseldorf als Hoftstadt kategorisierte Ort besaß zu dieser Zeit fünf Wohnhäuser und zwei landwirtschaftliche Gebäude. Zu dieser Zeit lebten 29 Einwohner im Ort, allesamt evangelischen Bekenntnisses. 1867 wurde am Ort die Bahnstrecke Gruiten–Köln-Mülheim eröffnet.
Die Gemeinde- und Gutbezirksstatistik der Rheinprovinz führt Kaltenberg 1871 mit fünf Wohnhäusern und 26 Einwohnern auf. Im Gemeindelexikon für die Provinz Rheinland werden 1885 zehn Wohnhäuser mit 87 Einwohnern angegeben. 1895 besitzt der Ort 15 Wohnhäuser mit 78 Einwohnern, 1905 24 Wohnhäuser mit 170 Einwohnern.
Bis in die Mitte des 20. Jahrhunderts besaß Kaltenberg eine eigenständige Lage. Im Laufe der Zeit verdichtete sich die Wohn- und Gewerbebebauung und der Ort ging in den Leichlinger Kernort auf.